# Acanthaspidia bifurcata
Acanthaspidia bifurcata is een pissebed uit de familie Acanthaspidiidae. De wetenschappelijke naam van de soort is voor het eerst geldig gepubliceerd in 1962 door Menzies.